# Gottfried Fuchs (Geistlicher, 1892)
Gottfried Fuchs (* 4. September 1892 in Schlebusch; † 29. Januar 1945 in Stuhm) war ein deutscher römisch-katholischer Geistlicher und Steyler Missionar, der von der katholischen Kirche als Märtyrer angesehen wird.

## Leben
Gottfried Fuchs wuchs als Sohn eines Eisenbahners in Leverkusen auf. Er trat dem Orden der Steyler Missionare bei und wurde am 5. Dezember 1914 im Missionshaus St. Gabriel bei Wien zum Priester geweiht. Da er die Mindestgröße für Soldaten nicht erreichte, wurde er vom Kriegsdienst freigestellt. Er unterrichtete an der Missionsschule St. Adalbert in Mehlsack (Kreis Braunsberg, Woiwodschaft Ermland-Masuren). Ab 1937 wurde er wegen seiner Seelsorgearbeit für Polen mehrfach von der Gestapo verhört. 1938 wurde die Schule geschlossen und das Kloster mit Kirche beschlagnahmt. Am 6. August 1943 mussten die Patres das Kloster verlassen. Fuchs wechselte als Kaplan in die Pfarrei Stuhm. Dort wurde er in der Nacht vom 28. auf den 29. Januar 1945 durch einen russischen Offizier bei einem Verhör erschossen.

## Gedenken
Die katholische Kirche hat Pater Gottfried Fuchs als Blutzeugen aus der Zeit des Nationalsozialismus in das deutsche Martyrologium des 20. Jahrhunderts aufgenommen.